# Diskontiranje
 Ovo je glavno značenje pojma Diskontiranje. Za mehanizam kojim središnja banka upravlja ponudom i potražnjom kredita pogledajte Diskontna stopa.
Diskontiranje (engl. discounting) u ekonomiji označava postupak izračunavanja sadašnje vrijednosti budućih novčanih iznosa. Suprotan je postupku ukamaćivanja pri kojemu se izračunava buduća vrijednost trenutnog novčanog iznosa

## Diskontni vrijednosni papiri
Diskontni vrijednosni papiri (engl. discount securities) vrijednosni su papiri, koji po pravilu ne nose kamate, već se prodaju uz diskont prema nominalnoj vrijednosti.
Diskont na obveznice (engl. discount on bonds) iznos je uz koji se obveznice ili drugi vrijednosni papiri kupuju, odnosno prodaju ispod njihove nominalne vrijednosti.
{\displaystyle Diskont=P(1+r)^{t}-P}
gdje je iznos
P * (1 + r)t buduća vrijednost današnjeg ulaganja po r stopi prinosa.
Tri su metode diskontiranja vrijednosnica:
- komercijalna metoda,
- racionalna metoda i
- obračun inverznom konformnom stopom.

Prve dvije metode koriste se ako je obračun jednostavan, a treća ako je složen.
Premda se u praksi često koristi komercijalna metoda, postupak diskontiranja zamjenjuje ukamaćivanjem, čime ostvaruje veću dobit za kupca vrijednosnice. Diskont se računa po formuli {\displaystyle D=C*n*i/365} (C – nominalni iznos, n – broj dana do dospijeća, i – p/100, p – diskontna stopa). Kad su stope inflacije visoke, ovaj postupak dovodi do besmislene visine diskonta, koji postaje veći od nominalne vrijednosti mjenice.
Za korektan obračun potrebno je kao osnovicu za ukamaćivanje uzeti nepoznatu diskontiranu vrijednost pa je zatim izračunati iz poznate nominalne vrijednosti mjenice, broja dana i diskontne stope. Kod jednostavnog obračuna diskont se računa koristeći formulu postotnog računa više sto {\displaystyle D=Cni/(365+ni)}.
U ovom slučaju maksimalni iznos diskonta teži nominalnoj vrijednosti mjenice, kada diskontna stopa teži u beskonačnosti. Kad je posrijedi složen obračun, za obračun diskontirane vrijednosti koristi se postupak izračunavanja sadašnje vrijednosti {\displaystyle C0=C/(1+i)}, formula za diskont je D=C*((1+i)*(t–1))/((1+i)*t). Ovaj način obračuna naziva se i obračun pomoću inverzne konformne stope. 